# Seglarparakit
Seglarparakit (Lathamus discolor) är en akut utrotningshotad papegojfågel som förekommer i Australien.

## Utseende och läten
Seglarparakiten är en 25 cm lång, slank papegoja med spetsiga vingar och lång, spetsig stjärt. Vuxna hanar är huvudsakligen starkt gröna med en blå fläck på hjässan och rött på strupe, undre stjärttäckare, i ett band på pannan samt i fläckar på flankerna. Honor är något mattare i färgerna, de flesta med ett gräddfärgad band på undersidan av vingen. Lätena har en mjukt, pipig ton olikt hårdare läten bland andra lorikiter.

## Utbredning och systematik
Fågeln häckar enbart på Tasmanien och på Flinders Island. Efter häckningen flyttar den till östra och sydöstra Australien. Den placeras som enda art i släktet Lathamus och behandlas som monotypisk, det vill säga att den inte delas in i några underarter.

## Status
IUCN kategoriserar arten som akut hotad.